# Ourapteryx pallistrigaria
Ourapteryx pallistrigaria är en fjärilsart som beskrevs av Dieter Stüning 1994. Ourapteryx pallistrigaria ingår i släktet Ourapteryx och familjen mätare. Inga underarter finns listade i Catalogue of Life.